# Вороніна Оксана Вікторівна
Окса́на Ві́кторівна Воро́ніна (11 листопада 1967, м. Путивль, Сумська область, Українська РСР — 30 липня 2020, м. Київ, Україна) — українська акторка театру та кіно.

## Життєпис
Народилася 1967 року у місті Путивль на Сумщині.
З 1986 року навчалась у Київському державному інституті театрального мистецтва ім. Івана Карпенка-Карого у майстерні Юлії Ткаченко, який закінчила у 1990 році.
З 1990 по 2000 роки працювала у Белгородському державному академічному театрі ім. Михайла Щепкіна. З 2001 по 2020 — акторка Київського театру російської драми ім. Лесі Українки.
Померла від важкої хвороби 30 липня 2020 року.

### Ролі в театрі
Національний академічний театр російської драми імені Лесі Українки
- «В полоні пристрастей (Камінний господар)» — Гість на балу
- «Догори ногами!!!» — Світлана Маргаритівна
- «Дон Кіхот. 1938 рік» — Герцогиня
- «Квартет» — Медсестра Анжеліка
- «Новорічні сюрпризи» — Снігова Королева
- «Ревізор» — Гість, Наречена Фантома
- «Дивна місіс Севідж» — Флоренс
- 1995 — «Скажені гроші»
- 2003 — «Сон в літню ніч»
- 2003 — «Новорічні сюрпризи»
- 2004 — «Маскарад»
- 2011 — «Трохи мерехтить примарна сцена … (Ювілей. Ювілей? Ювілей!)»

Інші театри
- «Сірано де Бержерак» за п'єсою Е. Ростана; реж. П. Хомський — Роксана
- «Трістан і Ізольда», А. Брунштейна; реж. Ю. Чернишов — Ізольда
- «Щасливий день» [[Островський Олександр Миколайович|Олександра Островського; реж. Ю. Чернишов — Липочка
- «Гра тіней» Ю. Едліса; реж. М. Черниш — Клеопатра
- «Два П'єро, або Біла вечеря» Е. Ростана; реж. О. Литвин — Коломбіна
- «Місяць у селі» Івана Тургенєва; реж. О. Морозов — Лізавета Богданівна
- «Дядечків сон» Федора Достоєвського; реж. О. Морозов — Настасья
- «Росіта або Моваквітів» Гарсіа Лорка; реж. Ф.Берман — Росита

### Фільмографія
- 1972 — Некалендарний матч
- 1984 — Прелюдія долі — Ніна
- 2001 — Слід перевертня — епізод
- 2003 — Таємний знак-2. Повернення господаря — епізод
- 2003 — Леді Мер — епізод
- 2004 — Між першою і другою
- 2006 — Хто у домі господар? (у 70-й серії «Повний банзай!») — Василіса
- 2007 — Іван Подушкін. Джентльмен розшуку-2 (у фільмі 2 «Алі-Баба і 40 розбійниць») — декан факультету
- 2008 — Владика Андрей — Зося
- 2009 — Закон і порядок: Відділ оперативних розслідувань-3 (у фільмі 2 «Хлопчик-убивця») — епізод
- 2011 — Повернення Мухтара-7 (у 12-й серії «Шкода, що собаки не носять шкарпетки» — сусідка Куликова; у 17-й серії «Макет» — Славкіна)
- 2012 — Жіночий лікар (у 5-й серії «Хочу сина») — Марія Петрівна Прохорова
- 2012 — Повернення Мухтара-8 (у 14-й серії «Гіпотеза») — Ольга
- 2012 — Закохані в Київ (кіноальманах; фільм «Рука»)
- 2013 — Вбити двічі — Люба Смирнова, зечка
- 2014 — Я буду чекати тебе завжди — епізод
- 2014 — Тільки не відпускай мене — Валентина Михайлівна Конопльова, мати Наташі
- 2014 — Лабіринти долі — Марія Коршунова (у титрах не зазначена)
- 2014 — Спека (короткометражний)
- 2014 — Гордіїв вузол — Ірина Олексіївна, мати Колі, вчителька математики
- 2014 — Братські узи — Алла Львівна Калініна, старша медсестра
- 2015 — Офіцерські дружини — медсестра на етапі
- 2015 — Закохані жінки — мати Арсенія
- 2016 — Підкидьки — декан
- 2016 — Поганий хороший коп — Лариса Шікунова
- 2016 — Забудь і згадай — покоївка
- 2016 — Громадянин Ніхто — домробітниця Вержбицьких (у титрах не зазначена)
- 2016 — 40+, або Геометрія почуттів — редакторка
- 2017 — Що робить твоя дружина? — колишня дружина Волкова
- 2018 — Ніщо не трапляється двічі — епізод
- 2018 — Краса вимагає жертв — Олена Станіславівна
- 2019 — У неділю зранку зілля копала — Інесса Павлівна, мати Максима
- 2019 — Кріпосна — мама Афанасія

## Пам'ять
У 2025 році провулок Металістів у Солом’янському районі міста Києва було перейменовано на честь Оксани Вороніної.